# حرب الزومبي العالمية
حرب الزومبي العالمية (بالإنجليزية: World War Z)‏ هو فيلم كارثة ورعب من إخراج مارك فورستر سنة 2013، وسيناريو ماثيو مايكل كارناهان ودرو جودارد ودامون ليندلوف، مبني على رواية تحمل الاسم نفسه لماكس بروكس. الفيلم من بطولة براد بيت بدور جيري لين، محقق الأمم المتحدة السابق الذي يجب عليه أن يسافر في أرجاء العالم لايجاد وسيلة لوقف وباء الزومبي.
يشمل طاقم الممثلين كلاّ من ميرايل إينوس ودانيلا كيرتز وجيمس ديل وماثيو فوكس وفانا موكونيا وديفيد مورس وبيتر كابالدي وبييرفرانشيسكو فافينو وروث نيجا وغيرهم.
تم التعاقد مع كارناهان من أجل إعادة كتابة السيناريو. بدأ تصوير الفيلم في يوليو 2011 في مالطا، بميزانية تُقدّر بـ125 مليون دولار، قبل أن الانتقال إلى غلاسكو في أغسطس 2011 وبودابست في أكتوبر 2011. لمُقرّر إصداره في ديسمبر 2012، لكن الإنتاج تعرض لبعض المشاكل.
في يونيو 2012، تم تأجيل موعد إصدار الفيلم، وعاد الطاقم إلى بودابست لمدة سبعة أسابيع من التصوير الإضافي. تم التعاقد مع دامون ليندلوف لإعادة كتابة الفصل الثالث، ولكن لم يكن لديه الوقت لإنهاء النص، وتم التعاقد مع درو جودارد لإعادة كتابته. تقرّر إصداره بين سبتمبر وأكتوبر 2012، مما أدى إلى تضخيم الميزانية إلى 190 مليون دولار، وقد ذكرت بعض المنشورات أنها وصلت إلى 269 مليون دولار.
عُرض الفيلم لأول مرة في لندن يوم 2 يونيو 2013، وتم اختيار لافتتاح مهرجان موسكو السينمائي الدولي الخامس والثلاثين. تم عرض الفيلم لأول مرة في نيويورك ولوس أنجلوس في 14 يونيو 2013، وتم إصداره في جميع أنحاء العالم في 21 يونيو 2013.
تلقى الفيلم مراجعات إيجابية لأداء براد بيت، وكإحياء واقعي لنوع الزومبي. حقق الفيلم نجاحًا تجاريًا، حيث حقق أكثر من 540 مليون دولار مقابل ميزانية إنتاج تبلغ 190 مليون دولار، وأصبح الفيلم الأكثر ربحًا على الإطلاق في صنف أفلام الزومبي. تم الإعلان عن تكملة بعد وقت قصير من إصدار الفيلم، ولكن في فبراير 2019 تم إلغاؤه، بسبب مشاكل متعلقة بالميزانية.

## القصة
يبدأ الفيلم مع المحقق السابق للأمم المتحدة، جيري لين، وزوجته كارين، وابنتيهما في حركة مرور كثيفة في فيلادلفيا عندما تغزو المدينة مجموعة من الزومبي. مع انتشار الفوضى، يتوجّهون إلى نيوآرك (نيو جيرسي). يقوم نائب الأمين العام للأمم المتحدة تيري أوموتوني، وهو صديق قديم لجيري، بإرسال طائرة هليكوبتر لتنقلهم إلى سفينة تابعة للبحرية الأمريكية في المحيط الأطلسي حيث يقوم العلماء والعسكريون بتحليل حالات تفشي المرض في جميع أنحاء العالم. يفترض أندرو فاسباخ، عالم الفيروسات الشاب، أن تطوير لقاح لهذا الفيروس يعتمد على البحث عن أصله. تم إخبار جيري بأنه سيتم طرد عائلته ما لم يساعد فاسباخ في العثور على مصدر التفشي.
يُسافر جيري وفاسباخ رُفقة مجموعة صغيرة من نافي سيلز إلى معسكر همفريز، وهي قاعدة عسكرية في كوريا الجنوبية. يُهاجمهم الزومبي فيستدير فاسباخ لدخول الطائرة لكنه ينزلق ويطلق النار على نفسه بطريق الخطأ. ينقذ الجنود الأمريكيون الناجون الفريق في المعسكر، وبعدها يعلم جيري أن الطبيب المتواجد هناك هو الذي أدخل العدوى إلى القاعدة.
يقوم عميل سابق في وكالة المخابرات المركزية بإرسال جيري إلى القدس، حيث أقام الموساد منطقة آمنة قبل الاعتراف رسميًا بتفشي المرض. يهاجم الزومبي مرة أخرى بينما يعود الفريق إلى الطائرة، ولا يهرب سوى جيري وطياره.
في القدس، التقى جيري برئيس الموساد يورغن وورمبرون، الذي أوضح له أنه قبل أشهر، اعترض الموساد إرسالًا عسكريًا يزعم أن القوات الهندية كانت تقاتل راكشاسا، أو «الزومبي». قامت إسرائيل بتحصين القدس بمساعدة الأمن الفلسطيني، ونصبت حولها أسوار ضخمة.
يدفع الغناء الاحتفالي الصاخب من اللاجئين الزومبي لتسلق الجدران والهجوم عليهم. يأمر يورجن الجنود الإسرائيليين بمرافقة جيري إلى طائرته. في الطريق، لاحظ جيري أن الزومبي يتجاهلون رجلاً عجوزًا وصبيًا هزيلًا. بعد فترة وجيزة، تعرضت إحدى مرافقي جيري (سيجان) للعض في يدها، فقام جيري بسرعة ببتر يدها لمنع العدوى. يهرب الاثنان على متن طائرة تجارية.
يتراسل جيري مع تييري عبر الراديو، فيُحوّل لهم الرحلة إلى معمل في ويلز. يُصاب جيري أثناء هجمات الزومبي هناك، ويتكمن من الوصول هو وسيجان إلى المختبر. يشرح لهم هناك أنه رأى الزومبي يتجاهلون المصابين بجروح خطيرة أو المرضى الميؤوس من شفائهم لأنهم لن يُشكّلوا إضافة فعّالة للتكاثر الفيروسي. يقترح أنهم يختبرون ذلك عن طريق إصابة شخص ما عمداً. يتم تخزين مسببات الأمراض القاتلة في جناح المختبر الذي اجتاحه الزومبي بالفعل. يقاتل جيري وسيجان والطبيب الرئيسي في منظمة الصحة العالمية في طريقهما لكنهم يفترقون. يستمر جيري بينما تعود سيجان والطبيب إلى المبنى الرئيسي. يمسك جيري على عجل بقوارير من مسببات الأمراض ولكن الزومبي يحاصرون الباب، مما يدفع جيري إلى المغامرة بحقن نفسه، واختبار نظريته. يتجاهله الزومبي عندما يعود إلى المبنى الرئيسي حيث يتم التعرف على إصابته وعلاجها. بعد ذلك يصل جيري وسيجان إلى منطقة آمنة في فريبورت (نوفا سكوشا).
لقاح جديد مشتق من مسببات الأمراض القاتلة، يوفر التمويه للناجين، ويمكن به مواجهة الزومبي.

## روابط خارجية
- حرب الزومبي العالمية على موقع IMDb (الإنجليزية)
- حرب الزومبي العالمية على موقع ميتاكريتيك (الإنجليزية)
- حرب الزومبي العالمية على موقع الموسوعة البريطانية (الإنجليزية)
- حرب الزومبي العالمية على موقع روتن توميتوز (الإنجليزية)
- حرب الزومبي العالمية على موقع نتفليكس (الإنجليزية)
- حرب الزومبي العالمية على موقع قاعدة بيانات الأفلام العربية
- حرب الزومبي العالمية على موقع ألو سيني (الفرنسية)
- حرب الزومبي العالمية على موقع Turner Classic Movies (الإنجليزية)
- حرب الزومبي العالمية على موقع أول موفي (الإنجليزية)
- حرب الزومبي العالمية على موقع بوكس أوفيس موجو (الإنجليزية)